# تریک ویلیامز
ماتریک موندره بلتون (انگلیسی: Matrick Mondre Belton؛ زادهٔ ۲۶ مهٔ ۱۹۹۴) کشتی‌گیر کشتی حرفه‌ای اهل ایالات متحده آمریکا است. او در حال حاضر با دبلیودبلیوئی قرارداد دارد و با نام تریک ویلیامز (انگلیسی: Trick Williams) در برند ان‌اکس‌تی فعالیت می‌کند. او هم‌چنین با توجه به توافقنامه همکاری میان دبلیودبلیوئی و تی‌ان‌ای، در شوهای این شرکت نیز حضور دارد و قهرمان کنونی کمربند جهانی تی‌ان‌ای است.
بلتون پس از بازی در فوتبال آمریکایی در دانشگاه، فعالیت کشتی حرفه‌ای خود را در سال ۲۰۱۸ با نام سوئیت ددی تریک (انگلیسی: Sweet Daddy Trick) آغاز کرد و در فیلادلفیا توسط عمویش آموزش دید. بلتون در فوریه ۲۰۲۱ با دبلیودبلیوئی قرارداد امضاء کرد و در سپتامبر همان سال با نام تریک ویلیامز اولین حضور خود را تجربه کرد. از آن زمان، او دو بار قهرمان عنوان ان‌اکس‌تی و یک بار قهرمان عنوان آمریکای شمالی ان‌اکس‌تی شده است. او اولین قهرمانی جهانی خود، یعنی کمربند قهرمانی جهانی تی‌ان‌ای را در مه ۲۰۲۵ به دست آورد و به نخستین کشتی‌گیر تحت قرارداد دبلیودبلیوئی تبدیل شد که توانسته است قهرمان کمربند جهانی تی‌ان‌ای شود.